# Unisan
Unisan ist eine philippinische Stadtgemeinde in der Provinz Quezon, in der Verwaltungsregion IV, Calabarzon. Sie hat 26.884 Einwohner (Zensus 1. August 2015), die in 36 Barangays lebten. Sie wird als Gemeinde der vierten Einkommensklasse auf den Philippinen eingestuft.
Unisan liegt im Nordosten der Bucht von Tayabas, auf der Bondoc-Halbinsel. An ihrer Küste liegen kleinere Mangrovenwälder. Ihre Nachbargemeinden sind Atimonan im Norden, Pitogo im Südosten, Gumaca im Osten. Die Topographie der Stadt ist gekennzeichnet durch Flachländer, sanfthügelige und gebirgige Landschaften.
In der Gemeinde befindet sich ein Campus der Polytechnic University of the Philippines.

## Baranggays
- Almacén
- Balagtás
- Balanacan
- Bulo Ibabâ
- Bulo Ilaya
- Bonifacio
- Burgos
- Caigdál
- General Luna
- Kalilayan Ibabâ
- Cabulihan Ibabâ
- Mairok Ibaba
- Kalilayan Ilaya
- Cabulihan Ilaya
- Mabini
- Mairok Ilaya
- Malvar
- Maputat
- Muliguin
- Pagaguasan
- Panaon Ibabâ
- Panaon Ilaya
- Pláridel
- F. De Jesús (Pob.)
- R. Lapu-lapu (Pob.)
- Raja Solimán (Pob.)
- R. Magsaysay (Pob.)
- Poctol
- Punta
- Rizal Ibabâ
- Rizal Ilaya
- San Roque
- Socorro
- Tagumpay
- Tubas
- Tubigan